# Sørland
Sørland est une localité du comté de Nordland, en Norvège.

## Géographie
Administrativement, Sørland fait partie de la kommune de Værøy, dont elle est le centre administratif.